# Ситник Ольга Геннадіївна
О́льга Генна́діївна Си́тник (біл. Вольга Генадзеўна Сітнік, нар. 24 січня 1983, Слуцьк, Білоруська РСР) — білоруська вікіпедистка. Адміністраторка білоруськомовного розділу Вікіпедії. Авторка декількох тисяч статей та 200 тисяч редагувань. Кілька разів затримувалася з квітня 2025 року. Разом з іншими вікіпедистами фігурує у невідомій кримінальній справі. Правозахисними організаціями визнана політичною ув'язненою.

## Життєпис
Народилася та виросла у Слуцьку. Навчалася у школі № 10 імені С. Ф. Рубанова. У 2005 році закінчила факультет інформаційних технологій та робототехніки Білоруського державного технічного університету за спеціальністю «робототехніка».
Активно бере участь у Вікіпедії з 2009 року під псевдонімом «Хомелка». У 2010 році отримала статус адміністраторки розділу. Переважно пише про історію та культуру Білорусі, відомих людей, пам'ятки архітектури, фауну та флору. Понад два десятки статей її авторства були позначені статусом «добра» або «відмінна». Авторка декількох тисяч статей та сотень тисяч редагувань. Представляла білоруську Вікіпедію на Вікіманії-2014 у Лондоні.
Окрім Вікіпедії, також бере участь у Вікіджерелах та Вікісховищі.

### Переслідування
17 квітня 2025 року Ольга припинила виходити на зв'язок та редагування статей. Вона була затримана, але пізніше відпущена додому. 7 травня Ольгу знову затримали та помістили до слідчого ізолятора Окрестіна на 10 діб. Характер звинувачень залишається невідомим. Ситник фігурує в кримінальній справі разом із іншими адміністраторами білоруської Вікіпедії, які опинилися за ґратами. У червні 2025 року з її захопленого силовиками акаунта в Telegram у чатах білоруської діаспори розсилали різні повідомлення про пошук фотографів для протестних акцій. 23 липня 2025 року білоруські правозахисні організації визнали її політичною ув'язненою.

## Особисте життя
Одружена. Має трьох дітей (старшу доньку Анну та двох молодших двійнят). На момент арешту у 2025 році всі вони були неповнолітніми.